# Mat Collishaw
Matthew «Mat» Collishaw (Nottingham, 1966) és un artista anglès que viu i treballa a Londres. L'extensa producció de Collishaw comprèn tot tipus de fotografies, vídeos i instal·lacions en les quals combina diferents tècniques i recursos, i el seu treball ha estat exhibit en diferents mostres individuals arreu del món. La seva obra es troba en nombroses col·leccions públiques i privades, entre elles la col·lecció Tate i British Council a Londres, el Centre Pompidou a París, la Fundació Arter a Istanbul, el Museu d'Art de San Diego, la Galeria d'Art de Nova Gal·les del Sud i la Col·lecció Olbricht a Berlín.

## Trajectòria
Graduat al Goldsmith's College el 1989, Collishaw utilitza en la seva obra la fotografia i el vídeo. La seva obra més coneguda és Bullet Hole (1988), que mostra la imatge original, que va prendre d'un llibre de text de patologia, d'una ferida causada per un picagel al cuir cabellut d'una persona i muntada en 15 caixes de llum, presentant així la inclinació de l'artista per les imatges visceralment impactants i estranyament atractives. Bullet Hole es va exposar originalment a Freeze, la mostra col·lectiva organitzada per Damien Hirst el 1988 per a presentar el grup Young British Artists. Ara es troba a la col·lecció del Museum of Old and New Art de Hobart, Austràlia.
El 1990 va exposar per primera vegada en solitari i el 1997 va formar part de la trascendental mostra «Sensation: Young British Artists From the Saatchi Collection» a la Royal Academy of Arts de Londres.
El Victoria and Albert Museum va encarregar a Collishaw un monumental projecte, Magic Lantern, que, instal·lat a la cúpula de l'entrada, es va apropiar de l'arquitectura del museu creant un far de llum completat amb un eixam d'arnes i visible a Londres durant els mesos d'hivern del 2010 al 2011. El 2015 va ser considerat un dels 50 homes britànics més ben vestits per la revista GQ. El setembre de 2020, realitzà la seva primera exposició individual als Països Catalans, The End of Innocence, a la Fundació Sorigué de Lleida.